# Bulimulus blombergi
Bulimulus blombergi é uma espécie de gastrópode  da família Orthalicidae.
É endémica de Equador.